# Відважні серця і золоті руки
«Відважні серця і золоті руки» (англ. Stout Hearts and Willing Hands) — американська короткометражна кінокомедія режисера Брайана Фоя 1931 року. Фільм був удостоєний номінації на премію «Оскар» в категорії найкращий короткометражний комедійний фільм.

## Сюжет
Пародія на більшість відомих і банальних сюжетів класичних мелодрам, від проблем батьків і дітей і до взаємин любовного трикутника.

## У ролях
- Френк Фей — герой
- Лью Коуді — лиходій
- Лора Ла Плент — героїня
- Алек Б. Френсіс — її батько
- Мері Карр — її мати
- Оуен Мур — двійник бармена 1
- Том Мур — двійник бармена 2
- Метт Мур — двійник бармена 3
- Джордж Гарріс
- Едді Квіллан
- Меттью Бетц
- Моріс Блек
- Бенні Рубін
- Браянт Вошберн
- Форд Стерлінг — коп
- Мак Свейн — коп
- Честер Конклін — коп
- Клайд Кук — коп
- Джеймс Фінлейсон — коп
- Генк Манн — коп
- Боббі Вернон — коп
- Едвард Ерл — людина в масці